# Discografia degli Smiths
La discografia della band inglese The Smiths è composta da quattro album in studio, un live, un extended play (EP), undici raccolte e venti singoli. La maggior parte del materiale è stato pubblicato dall'etichetta Rough Trade Records. 
La band è stata formata nel 1982, a Manchester, dal cantante Morrissey, dal chitarrista Johnny Marr, dal bassista Andy Rourke e dal batterista Mike Joyce. Il singolo di debutto, Hand in Glove, pubblicato nel maggio del 1983, non riuscì ad entrare nella classifica delle vendite seguito dal successivo This Charming Man (uscito nell'ottobre del 1983) che invece incontrò il plauso della critica, raggiungendo il numero 25 nella Official Singles Chart e il numero 8 (il più grande successo britannico della band), quando venne ripubblicato nel 1992.
Nonostante il successo commerciale, nell'agosto del 1987, Marr lascia la band a causa del deterioramento del rapporto con Morrissey, provocando così la definitiva rottura degli Smiths, poco dopo l'uscita del loro quarto album in studio, Strangeways, Here We Come. 
Nei primi mesi del 1992, la WEA, ha acquisito e poi ripubblicato l'intero catalogo degli Smiths, oltre che prodotto sei ulteriori raccolte di singoli, b-side, rarità e materiale vario.

## Album in studio
| Album | Album                     | Album | Album      | Album      | Album       | Album           |
| Anno  | Titolo                    | Note  | Classifica | Classifica | Etichetta   | Etichetta       |
| Anno  | Titolo                    | Note  | UK Chart   | Billboard  | Regno Unito | Italia          |
| ----- | ------------------------- | ----- | ---------- | ---------- | ----------- | --------------- |
| 1984  | The Smiths                |       | 2          | 150        | Rough Trade | Rough Trade     |
| 1985  | Meat Is Murder            |       | 1          | 110        | Rough Trade | Rough Trade     |
| 1986  | The Queen Is Dead         |       | 2          | 70         | Rough Trade | Rough Trade-CGD |
| 1987  | Strangeways, Here We Come |       | 2          | 55         | Rough Trade | Rough Trade     |
| 1988  | Rank                      | Live  | 2          | 77         | Rough Trade | Rough Trade-CGD |

## EP
| EP   | EP                   | EP                     | EP         | EP         | EP            | EP        |
| Anno | Titolo               | Note                   | Classifica | Classifica | Etichetta     | Etichetta |
| Anno | Titolo               | Note                   | UK Chart   | Billboard  | Regno Unito   | Italia    |
| ---- | -------------------- | ---------------------- | ---------- | ---------- | ------------- | --------- |
| 1988 | The Peel Sessions EP | Session di BBC Radio 1 | 90         | -          | Strange Fruit | -         |

## Compilation
| Raccolte e box set | Raccolte e box set          | Raccolte e box set  | Raccolte e box set | Raccolte e box set | Raccolte e box set | Raccolte e box set |
| Anno               | Titolo                      | Note                | Classifica         | Classifica         | Etichetta          | Etichetta          |
| Anno               | Titolo                      | Note                | UK Chart           | Billboard          | Regno Unito        | Italia             |
| ------------------ | --------------------------- | ------------------- | ------------------ | ------------------ | ------------------ | ------------------ |
| 1984               | Hatful of Hollow            | Raccolta            | 7                  | -                  | Rough Trade        | -                  |
| 1987               | The World Won't Listen      | Raccolta di singoli | 2                  | -                  | Rough Trade        | Rough Trade-CGD    |
| 1987               | Louder Than Bombs           | Raccolta di singoli | 38                 | 62                 | Rough Trade        | Rough Trade        |
| 1988               | Stop Me                     | Mercato giapponese  | -                  | -                  | RCA Victor         | -                  |
| 1992               | Best...I                    | Raccolta            | 1                  | 139                | WEA                | WEA                |
| 1992               | ...Best II                  | Raccolta            | 29                 | -                  | WEA                | WEA                |
| 1995               | Singles                     | Raccolta di singoli | 5                  | -                  | WEA                | WEA                |
| 2001               | The Very Best of The Smiths | Raccolta            | 30                 | -                  | WEA                | WEA                |
| 2008               | The Sound of The Smiths     | Raccolta            | 21                 | 98                 | Rhino              | WEA                |
| 2008               | The Smiths Singles Box      | Box set             | -                  | -                  | Rhino              | WEA                |
| 2011               | The Smiths Complete         | Raccolta            | 63                 | -                  | Rhino              | Warner             |

## Singoli
| 1983 | Hand in Glove                                     | Non-album single          | 124 |
| 1983 | This Charming Man                                 | Non-album single          | 8   |
| 1984 | What Difference Does It Make?                     | The Smiths                | 12  |
| 1984 | Heaven Knows I'm Miserable Now                    | Non-album single          | 10  |
| 1984 | William, It Was Really Nothing                    | Non-album single          | 17  |
| 1985 | How Soon Is Now?                                  | Non-album single          | 16  |
| 1985 | Shakespeare's Sister                              | Non-album single          | 26  |
| 1985 | That Joke Isn't Funny Anymore                     | Meat Is Murder            | 49  |
| 1985 | The Boy with the Thorn in His Side                | The Queen Is Dead         | 23  |
| 1986 | Bigmouth Strikes Again                            | The Queen Is Dead         | 26  |
| 1986 | Panic                                             | Non-album single          | 11  |
| 1986 | Ask                                               | Non-album single          | 14  |
| 1987 | Shoplifters of the World Unite                    | Non-album single          | 12  |
| 1987 | Sheila Take a Bow                                 | Non-album single          | 10  |
| 1987 | Girlfriend in a Coma                              | Strangeways, Here We Come | 13  |
| 1987 | I Started Something I Couldn't Finish             | Strangeways, Here We Come | 23  |
| 1987 | Last Night I Dreamt That Somebody Loved Me        | Strangeways, Here We Come | 30  |
| 1987 | Stop Me If You Think You've Heard This One Before | Strangeways, Here We Come | -   |
| 1992 | There Is a Light That Never Goes Out              | ...Best II                | 25  |
| 1995 | Sweet and Tender Hooligan                         | Non-album single          | -   |

## Videografia
| 1992 | The Complete Picture                            | Raccolta di video e apparizioni tv         |
| 1999 | The Rise and Fall of The Smiths                 | Documentario della BBC                     |
| 2002 | These Things Take Time: The Story of The Smiths | Documentario di Granada TV                 |
| 2006 | The Smiths: Under Review                        | Documentario prodotto da Chrome Dreams     |
| 2007 | The Smiths: Still Ill                           | Documentario prodotto da Petal Productions |
| 2007 | Inside The Smiths                               | Documentario prodotto da Tib Street Films  |
| 2008 | The Queen Is Dead: A Classic Album Under Review | Documentario prodotto da Chrome Dreams     |

| 1983 | This Charming Man                                 | TV Show                    |
| 1984 | What Difference Does It Make?                     | TV Show                    |
| 1984 | Heaven Knows I'm Miserable Now                    | TV Show                    |
| 1985 | How Soon Is Now?                                  | Paula Greif Richard Levine |
| 1985 | The Boy with the Thorn in His Side                | Ken O'Neill                |
| 1986 | Panic                                             | Derek Jarman               |
| 1986 | The Queen Is Dead                                 | Richard Heslop             |
| 1986 | There Is a Light That Never Goes Out              | John Maybury               |
| 1986 | Ask                                               | Derek Jarman               |
| 1987 | Sheila Take a Bow                                 | TV Show                    |
| 1987 | Shoplifters of the World Unite                    | Tamra Davis                |
| 1987 | Stop Me if You Think You've Heard This One Before | Tim Broad                  |
| 1987 | Girlfriend in a Coma                              | Tim Broad                  |
| 1987 | I Started Something I Couldn't Finish             | Tim Broad                  |